# Konstanty Gebert
Konstanty Julian Gebert (Varsó, 1953. augusztus 22. –) lengyel zsidó újságíró, publicista és műfordító.
Apja Bolesław Gebert, az Amerikai Egyesült Államok Kommunista Pártjának (CPUSA) egyik alapítója volt. 1976-ban végzett a Varsói Egyetem pszichológia szakán. 1989 óta a Gazeta Wyborcza vezető lengyel napilap szerzője és munkatársa, ahová általában Dawid Warszawski néven ír, valamint a Midrasz című havilap alapítója, sokáig főszerkesztője. Alain Finkielkraut és Fatos Lubonja köteteit szerkesztette.

## Művei

### Kötetei
- 1986 „Przerwa na myślenie” (Gondolkodásszünet; Miesięcznik Małopolski II. évfolyam)
- 1990 „Mebel” (Bútor; Aneks) ISBN 0-906601-73-8
- 1991 „Magia słów: polityka francuska wobec Polski po 13 grudnia 1981 roku” (Szómágia: Franciaország Lengyelország-politikája 1981. december 13. után; Aneks) ISBN 0-906601-85-1
- 1995 „Obrona poczty sarajewskiej” (A szarajevói posta megvédése, Dawid Warszawski álnéven; Prószyński i S-ka) ISBN 83-86669-84-5
- 2004 „Dziesięć dni Europy: archeologia pamięci” (Európa tíz napja: emlékezetarcheológia; Świąt Książki) ISBN 83-7391-605-9
- 2004 „Wojna czterdziestoletnia” (A negyvenéves háború; Świąt Książki) ISBN 83-7391-472-2
- 2004 „54 komentarze do Tory dla nawet najmniej religijnych spośród nas” (54 tórakommentár még a közülünk legkevésbé vallásosoknak is, társszerző; Austeria) 83-89129-30-2

### Fordításkötetei
- 1990 „Psychologia wierzeń religijnych” (A vallásos hitek pszichológiája, válogatta és előszóval ellátta Kazimierz Jankowski; Czytelnik) ISBN 83-07-01764-5